# Allée Claude Cahun-Marcel Moore
Allée Claude Cahun–Marcel Moore é uma rua em Montparnasse, no 6º arrondissement de Paris, França.

## História
A rua foi nomeada em homenagem aos artistas franceses e combatentes da Resistência Claude Cahun e Marcel Moore.
O casal teve uma atelier e morava em Notre-Dame-des-Champs, perto da rua.
A rua foi a primeira no mundo com o nome oficial de um casal do mesmo sexo.

## Acesso
Notre-Dame-des-Champs (Metro de Paris) tem acesso pela rua, desenhada em estilo rambla (com entrada localizada desde uma calçada central).

## Locais de interesse
- Escola de Altos Estudos em Ciências Sociais
- Aliança Francesa de Paris

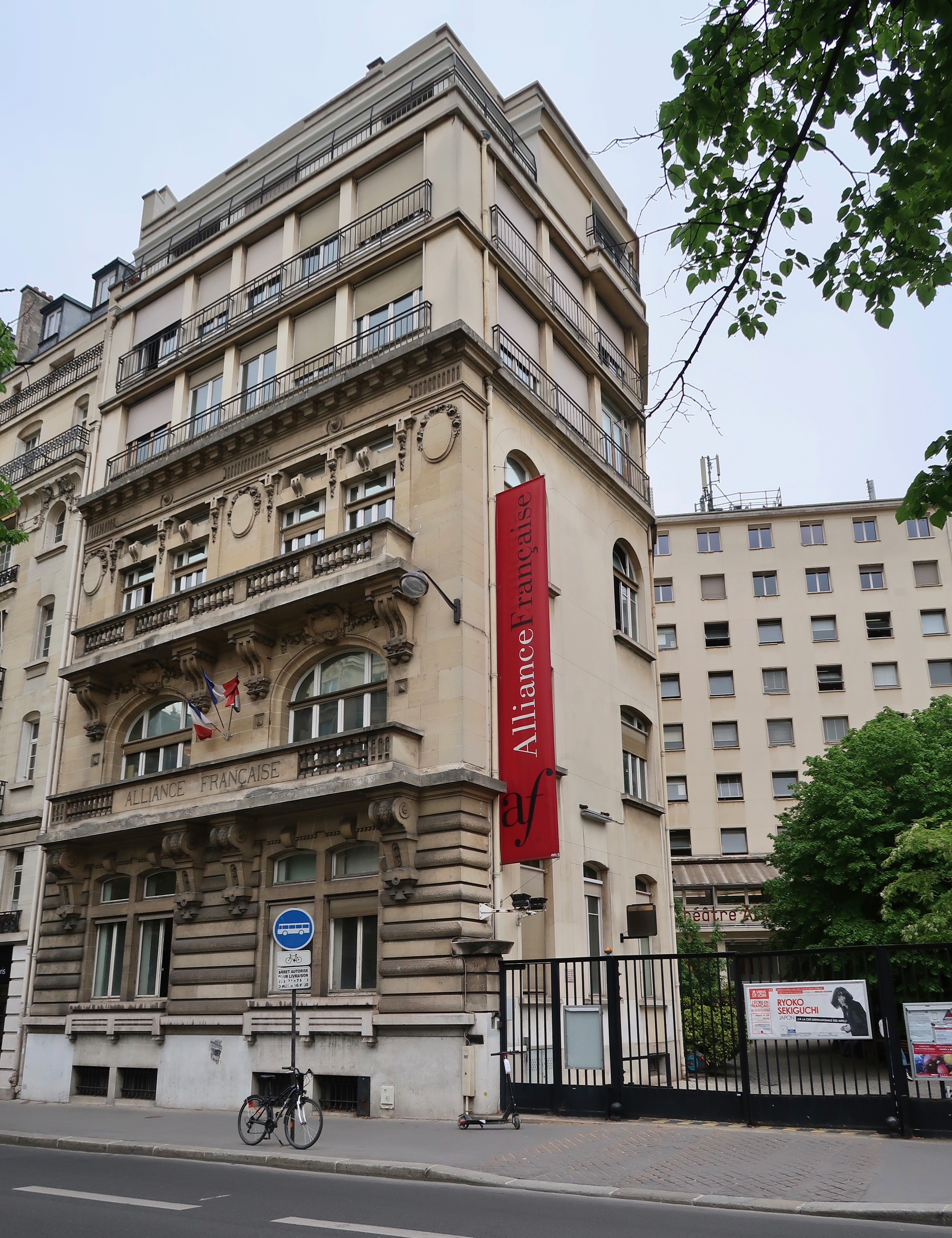
Aliança Francesa, 101 Boulevard Raspail.
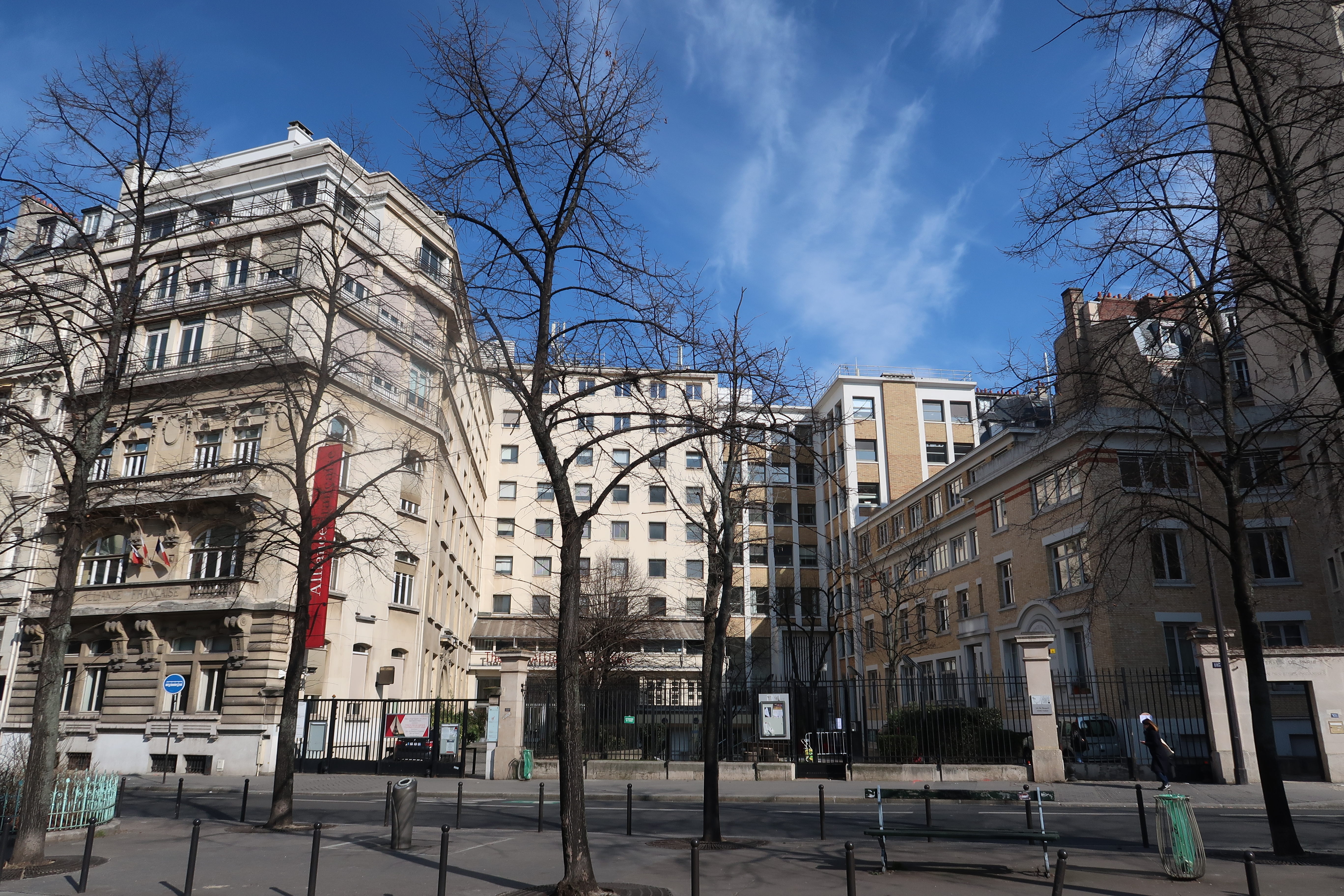
Inverno na rua.